# USS Corregidor (CVE-58)
Авіаносець «Коррегідор» (англ. USS Corregidor (CVE-58)) — ескортний авіаносець США часів Другої світової війни, типу «Касабланка».

## Історія створення
Авіаносець «Коррегідор» був закладений 12 грудня 1942 року на верфі Kaiser Shipyards у Ванкувері під ім'ям «Anguilla Вау», і початково призначався для передачі ВМС Великої Британії за програмою ленд-лізу, але 3 квітня 1943 року перепризначений для ВМС США та перейменований на «Коррегідор». Спущений на воду 12 травня 1943 року, вступив у стрій 31 серпня 1943 року.

## Історія служби
Після вступу в стрій авіаносець «Коррегідор» брав участь в десантних операціях на Острови Гілберта (листопад-грудень 1943 року), Маршаллові Острови (січень-лютий 1944 року), о. Емірау (березень 1944 року). У квітні 1944 року авіаносець діяв в районі Нової Гвінеї.
Надалі брав участь у десантних операціях на Маріанські острови (червень-липень 1944 року), о. Гуам (кінець липня 1944 року), після чого був відправлений у США для ремонту.
Після проходження ремонту «Коррегідор» використовувався як навчальний авіаносець для підготовки льотчиків морської авіації.
30 липня 1946 року авіаносець був виведений в резерв.
Після початку Корейської війни, 19 травня 1951 року, «Коррегідор» був виведений з резерву, підпорядкований Командуванню морських перевезень (англ. Military Sealift Command, MSC) та використовувався для перевезення людей, літаків та авіаційного спорядження на Далекий Схід.
12 червня 1955 року він був перекласифікований в допоміжний авіаносець T-CVU-58.
Після того, як у 1958 році розпочалась Ліванська криза, «Коррегідор» був відправлений у Середземне море, де його вертольоти забезпечували висадку десанту в Бейруті.
Після повернення до США, 4 вересня 1958 року авіаносець «Коррегідор» був виключений зі списків флоту і наступного року проданий на злам.